# Taku Nakanishi
Taku Nakanishi (japanisch 中西 拓; * 26. Februar 1972 in Suita) ist ein ehemaliger japanischer Freestyle-Skier, der auf die Disziplin Aerials (Springen) spezialisiert war.

## Werdegang
Nakanishi startete im August 1997 startete in Mount Buller erstmals im Freestyle-Skiing-Weltcup, wobei er den 16. Platz errang und nahm bis 2002 an 25 Weltcup teil. Seine besten Platzierungen dabei erreichte er im August 2000 in Mount Buller mit dem zehnten Platz und in der Saison 1998/99 mit dem 17. Platz im Aerials-Weltcup. Bei den Weltmeisterschaften 1999 in Meiringen-Hasliberg belegte er den 19. Platz und bei den Weltmeisterschaften 2001 in Whistler den 23. Rang. Letztmals international startete er bei den Olympischen Winterspielen 2002 in Salt Lake City und sprang dort auf den 20. Platz.

## Erfolge

### Olympische Spiele
- 2002 Salt Lake City: 20. Platz Aerials

### Weltmeisterschaften
- 1999 Meiringen-Hasliberg: 19. Platz Aerials
- 2001 Whistler: 23. Platz Aerials

### Weltcupwertungen
Nakanishi nahm an 25 Weltcups teil und erreichte eine Top-Zehn-Platzierung.
| Saison    | Gesamt | Gesamt | Aerials | Aerials |
| Saison    | Platz  | Punkte | Platz   | Punkte  |
| --------- | ------ | ------ | ------- | ------- |
| 1997/98   | 99.    | 7      | 40.     | 40      |
| 1998/99   | 33.    | 47     | 17.     | 140     |
| 1999/2000 | 54.    | 21     | 26.     | 84      |
| 2000/01   | 55.    | 27     | 27.     | 108     |
| 2001/02   | 91.    | 3      | 40.     | 12      |